# ペラグラ
ペラグラ（イタリア語: Pellagra）は、代謝内分泌疾患の一つで、ナイアシン（ビタミンB3、ビタミンPP）欠乏症（栄養失調）である。Pellagraはイタリア語で「皮膚の痛み」を意味する。ナイアシンの不足状態は総じて他の栄養（亜鉛、鉄、ビタミンB2、B6）も不足している状態が多く、ペラグラを発症するリスクが高くなる。ニコチン酸アミド及びビタミンB群の投与により治療する。

## 概要
ナイアシンは必須アミノ酸のひとつであるトリプトファンから体内で生合成されるので、トリプトファンが欠乏することでもナイアシンが欠乏し、結果ペラグラを発症する。
臨床的には、血中トリプトファン濃度の低下を生じていても血中ニコチン酸濃度の低下を生じない事もある。
ナイアシンがトウモロコシには無いため、トウモロコシばかり食べていると初期症状として皮膚が剥離していき、やけどした後のように皮膚がピンク色に変化する。そして、罹患者の顔面から始まって、全身・舌がヒビわれて、胃腸障害など様々な症状が起きる。最後には精神異常を罹患者に起こす病である。

## 原因
遺伝病であるハートナップ病（トリプトファンが腸から吸収されない病気）の患者はペラグラを発症する。また、トウモロコシを主食とする地域でよくみられるが、トウモロコシのナイアシンはアルカリで処理すること (ニシュタマリゼーション) によって吸収されるようになる（メキシコのトルティーヤは良い例である）。ペラグラは季節性で、日差しが強くなるうえに食事の内容が主にトウモロコシ製品に偏る春から夏にかけて起こりやすい。
遺伝、トウモロコシ以外の原因として栄養摂取障害があり、極端な偏食によって発症した例が報告されている。日本から北朝鮮に帰国して日本に脱出した人によると、北朝鮮ではトウモロコシしか食べられない多くの人々がペラグラに罹患した。
栄養摂取障害を生じる例、
- 化学療法[3]

- 胃切除術後[2]
- アルコール使用障害患者[6]
- 偏食、拒食症患者[7][3]

## 症状

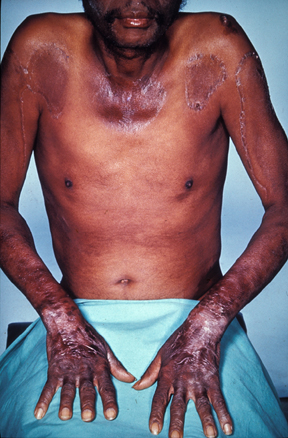
光線過敏による皮膚炎を発症したペラグラ患者

ペラグラは、ナイアシン不足に加えて日光に当たることによって発症する。まず光線過敏症が生じ、顔に左右対称の赤い発疹が出る。その後、消化管全体が侵されて吐き気、嘔吐、便秘、下痢などの症状が現れ、舌と口に口内炎が生じる。また、喉や食道にも炎症が起こる。
症状が進行すると、疲労、不眠、無感情を経て、脳の機能不全（脳症）による錯乱、見当識の喪失、幻覚、健忘などが起こり、最悪の場合死に至る。

## 歴史

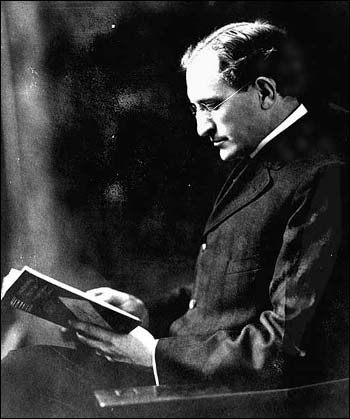
ジョセフ・ゴールドバーガー

1735年にスペインで記録されたのが初出で、トウモロコシを常食していた地域で患者が多く見られた。ゲーテが『イタリア紀行』に同地で発生していたペラグラについて記していて、患者がトウモロコシやソバを常食することからの偏食ではないかと推察していた。この頃イタリアからバルカン半島では主食のポレンタをトウモロコシの粉からつくる様になりポレンタしか食べていない農民や貧困層にペラグラが多く発症していた。20世紀初頭に至ってもアメリカ合衆国では致死率50%を超え、毎年10万人が死亡していた。
最初は細菌感染によるものと考えられ、病原菌を検出したと主張する科学者も現れたが、アメリカの医学者ジョセフ・ゴールドバーガーは細菌感染説に疑念を抱いて、患者の血・分泌物・排泄物を直接摂取してみたものの発症しなかったことから栄養障害によるものではないかと考えた。彼は同じトウモロコシを常食する者でも乳製品や肉・野菜を日常的に摂取している人にはペラグラが発症しないことに着目し、肉や乳製品に含まれる何らかの栄養が不足することが原因であると1926年に発表した。その後1937年に至ってコンラッド・エルヴェヘムがレバーからナイアシンの抽出に成功し、ナイアシンを補うようになってからペラグラによる死者はなくなった。